# Ngàn lần yêu em
Ngàn lần yêu em (tiếng Hàn: 천만번 사랑해; Romaja: Cheonmanbeon Saranghae; lit. "Anh yêu em 10 triệu lần") là một bộ phim truyền hình Hàn Quốc với sự tham gia của diễn viên Lee Soo-kyung, Jung Gyu-woon, Go Eun-mi, Ryu Jin và Lee Si-young. Phim chiếu trên SBS từ 29 tháng 8 năm 2009 đến 7 tháng 3 năm 2010 vào mỗi thứ 7&chủ nhật lúc 20:50 gồm 55 tập.
Tại Việt Nam, phim từng được TVM Corp. mua bản quyền và phát sóng trên kênh HTV3.

## Phân vai
Vai chính
- Lee Soo-kyung vai Go Eun-nim
- Jung Gyu-woon vai Baek Kang-ho
- Go Eun-mi vai Lee Sun-young
- Ryu Jin vai Baek Sae-hoon

Gia đình họ Go
- Kil Yong-woo vai Go In-duk
- Lee Mi-young vai Park Ae-rang
- Park Soo-jin vai Oh Nan-jung
- Lee Joo-shil vai Choi Shim-duk
- Baek Jin-hee vai Go Eun-jung

Gia đình họ Baek
- No Young-kook vai Baek Il
- Lee Hwi-hyang vai Son Hyang-sook
- Sa Mi-ja vai Ji Ok-sun
- Lee Di-el vai Baek Yoo-bin

Gia đình họ Lee
- Kim Chung vai Kim Chung-ja
- Bang Eun-hee vai Yoon So-wol
- Kim Heechul vai Lee Chul

Vai khác
- Lee Si-young vai Hong Yeon-hee
- Kwon Eun-ah vai So Geum-ja
- Kim Jin-soo vai PD Bong
- Jin Ye-sol vai Park Soo-jung
- Park Young-ji vai President Park
- Min Ji-oh